# راسيل ستيوارت
راسيل ستيوارت (25 يناير 1946 في نيوزيلندا - ) (بالإنجليزية: Russell Stewart)‏ هو لاعب كريكت نيوزلندي.

## وصلات خارجية
- راسيل ستيوارت على موقع إي آس بي آن كريك إنفو (الإنجليزية)